# أميغا أو إس 4
أميغا أو إس 4 (بالإنجليزية: AmigaOS 4)‏ ، هي نظام تشغيل لأنظمة الحاسب أميغا أو إس 4، صدرت في الأسواق سنة 2006م، وتوقفت آخر إصداراتها سنة 2014م، حيث يدعم البرامج الأساسية وتعمل بعض التطبيقات مثل الألعاب والبرامج الأخرى.